# Емблема Лакшадвіпа
Емблема Лакшадвіпа — символ, що використовується для представлення адміністрації союзної території Лакшадвіп, Індія.

## Дизайн
Емблема зображує чакру Ашоки, за якою розташована пальма, оточена двома рибами-метеликами, а внизу — відсік зі стрічками кольорів індійського прапора.

## Урядовий прапор
Адміністрація Лакшадвіпа може бути представлена прапором із зображенням емблеми території на білому полі.

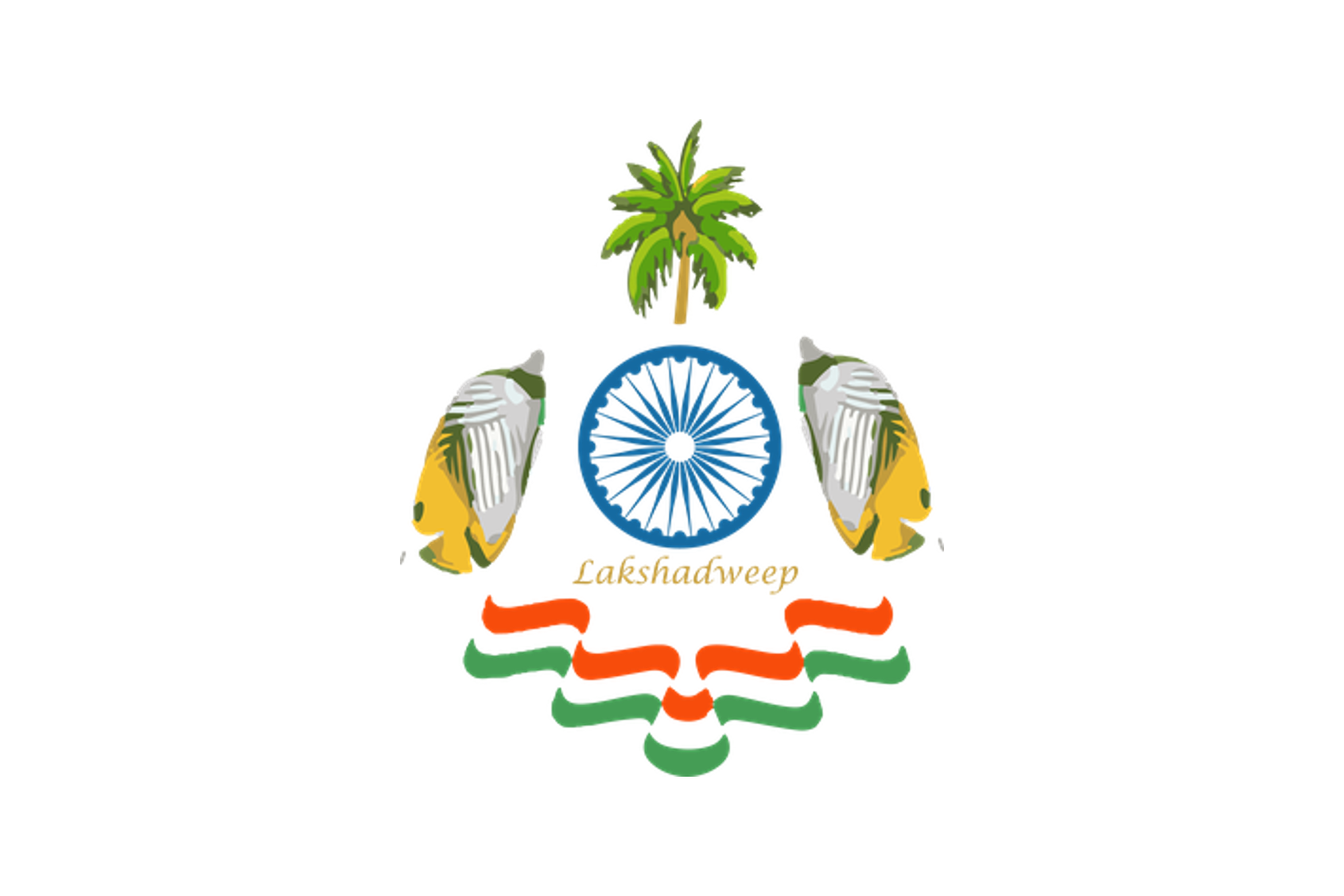
Прапор Лакшадвіпа